# القصر الطاهري
القصر الطاهري (يسمى أيضاً دار ابن طاهر أو الحرم الطاهري) كان قصرًا من العصر العباسي في بغداد.

## تاريخ
شيد القصر على الضفة الغربية لنهر دجلة، في ما يسمى بإقليم الزبيدية، من قبل محمد بن عبد الله بن طاهر، أحد أفراد الأسرة الطاهرية، التي حكمت خراسان خلال القرن التاسع كولاة شبه مستقلين من العباسيين، وتقلد منصب محافظ بغداد. كان القصر مقراً للحكام الطاهريون، وكان له حقوق الملاذ (الحرم)، أي أنه يمكن لأي شخص أن يلجأ إلى أراضيه.
بعد عودة الخلفاء العباسيون إلى بغداد في أواخر القرن التاسع، أصبح القصر قصرًا ثانويًا للخلافة، يستخدم بشكل رئيسي كمقر إقامة لأبناء الخلفاء، أو كسجن دولة للخلفاء المخلوعين، مثل القاهر والمتقي. تم دفن الخلفاء المعتضد والمكتفي، وربما المقتدر أيضًا، في أراضيها، جنبًا إلى جنب مع العديد من الأمراء العباسيين.
في أواخر القرن العاشر، تم شراء أجزاء من القصر من قبل الحاكم البويهي عز الدولة، وكانت بمثابة مقر إقامته ومقر إقامة حكام المدينة في وقت لاحق من البويهيون. أثناء حصار السلاجقة لبغداد عام 1136، نهب الشعب القصر، ودُمر ما تبقى منه بالكامل تقريبًا في فيضانات دجلة الكبرى عام 1217.